# داستان معمایی
داستان معمایی یا داستان اسرارآمیز گونه‌ای داستان است که معمولاً با محوریت تحقیق و جستجو پیرامون یک اتفاق نوشته می‌شود. وجود یک معمای حل‌نشدنی و پیچیده در چنین داستان‌هایی مخاطب را با چالش‌های دشواری برای حل معما دعوت می‌کند و همین امر باعث جذابیت هر چه بیشتر این گونه داستان‌ها معمایی می‌شود. در بیشتر داستان‌های اسرارآمیز، معمولاً بازیکنی به دنبال حل معمای یک جرم است. ژانر معمایی پیوند نزدیکی با ادبیات داستانی جنایی دارد. برای مثال: فرض کنید در یک داستان معمایی یک قاتل سریالی با الگوهای خاصی قتل‌هایش را انجام می‌دهد. او همیشه با یک ابزار خاص، قربانیان را به قتل می‌رساند و همین امر باعث می‌شود که تشخیص هویت و محل اقامت قاتل برای پلیس دشوار شود. پلیس باید با جمع‌آوری تمامی سرنخ‌ها و اطلاعات ممکن جرائم قبلی قاتل شروع به تحلیل الگوهای موجود در قتل‌ها کند. در ژانر معمایی، داستان‌ها، فیلم و سریال‌های زیادی تولید شده که با استقبال زیاد مخاطبان مواجه شده‌است. از جملهٔ این داستان‌ها می‌توان به مجموعه داستان‌های شرلوک هلمز، خانم مارپل، پوآرو و سریال‌ها و فیلم‌های مشابه آن اشاره کرد.

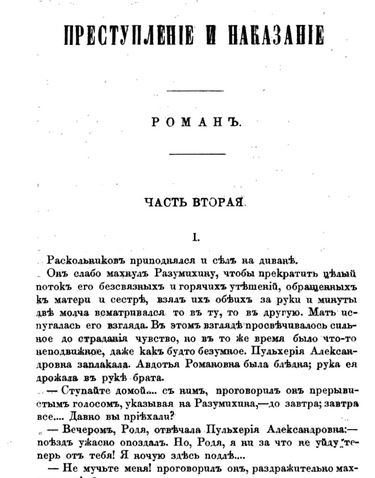
جنایت و مکافات نوشتهٔ فیودور داستایفسکی

داستان‌های معمایی معمولاً با چالش‌های فکری که برای بیننده ایجاد می‌کنند، به تقویت قدرت تفکر و تحلیل خواننده کمک می‌کنند. شروع این داستان‌ها معمولاً با جزئیات حادثه و پیش بردن داستان و در دسترس قرار دادن شواهد و حقایق کوچک همراه است، که همین امر خواننده را به سمت حل معما هدایت می‌کند. برای نمونه می‌توان به داستان جنایت و مکافات نوشتهٔ فیودور داستایفسکی نویسندهٔ روس اشاره کرد.
این داستان در مورد یک جوان روس به‌نام راسکولنیکوف است که پس از قتل یک ضرب‌المثل‌پرداز، با شرایط سختی روبه‌رو می‌شود. فیودور داستایفسکی این داستان را از ژانویهٔ ۱۸۶۶ تا تابستان آن سال، در نشریهٔ روسکی و ستنیک به چاپ رسانیده‌است.